# Lasionycta alpicola
Lasionycta alpicola är en fjärilsart som beskrevs av George Francis Hampson 1904. Lasionycta alpicola ingår i släktet Lasionycta och familjen nattflyn. Inga underarter finns listade i Catalogue of Life.